# Договір комісії
До́гові́р комі́сії — правочин, за яким одна сторона (комісіонер) зобов'язується за дорученням другої сторони (комітента) за плату вчинити один або кілька правочинів від свого імені, але за рахунок комітента.

## Загальна характеристика
Суб'єкти підприємницької діяльності оформлюють договором комісії посередницькі взаємовідносини між собою. Укладання договору комісії звільняє професійного торгового посередника від необхідності інвестувати власні грошові кошти у придбання товару і водночас позбавляє власника майна чи виробника продукції багатьох проблем, пов'язаних із пошуками контрагентів, оформленням i виконанням укладених з ними угод тощо.
Договір комісії має багато спільних ознак з договором доручення, основна з яких полягає в тому, що одна сторона − виконавець (повірений або комісіонер) зобов'язується вчинити правочини (юридичні дії) в інтересах другої сторони − замовника (довірителя або комітента). Головна відмінність інститутів комісії та доручення полягає в тому, що комісіонер діє не від імені комітента (як повірений — від імені довірителя у договорі доручення), а від свого власного імені.
Разом з тим в літературі (враховуючи те, що комісіонер, як і повірений, діє в чужих інтересах) відносини комісії нерідко охоплюються поняттям «опосередковане представництво».
Предметом договору комісії є надання посередницьких послуг в сфері торгового обороту, що передбачають вчинення одного або кількох правочинів, за винятком правочинів, що мають особистий характер. Предметом договору комісії виступає діяльність комісіонера, тобто послуга, що ним надається, а не сам правочин як результат діяльності комісіонера.
Предмет же самої комісії — товари, щодо яких здійснюється правочин.

## Правове регулювання
До 2004 року договір комісії регулювався главою 35 Цивільного кодексу УРСР 1963 року.
Після набрання чинності новим Цивільним кодексом України — главою 69 цього Кодексу (статті 1011−1028).
Також діють окремі підзаконні нормативно-правові акти (наприклад, Правила комісійної торгівлі непродовольчими товарами).

## Ознаки і види договору комісії
Можна виділити наступні ознаки договору комісії:
а) є різновидом договорів про надання послуг;
б) є двостороннім;
в) є консенсуальним;
г) є оплатним;
ґ) є особистим;
д) може бути строковим або безстроковим.
Договори комісії найчастіше бувають такими:
1. Договір комісії на продаж товарів (за яким комісіонер зобов'язується продати майно, яке належить комітенту). При цьому кошти за продаж майна, отримані комісіонером, є власністю комітента.
2. Договір комісії на купівлю товарів (за яким комісіонер зобов'язується придбати майно за дорученням і за рахунок коштів комітента, яке буде власністю комітента).

## Сторони договору комісії
Сторонами договору комісії виступають комісіонер і комітент. Спеціальних вимог щодо суб'єктного складу даного договору закон не встановлює (ними можуть бути як юридичні, так і фізичні особи; як зі статусом СПД, так і при відсутності такого).
Комітент доручає комісіонерові за плату вчинити один або кілька правочинів від імені комісіонера але за рахунок комітента (наприклад, здає свій товар на комісію).
Комісіонер виконує договір — наприклад, продає зданий товар. Це означає, що, якщо об'єкт торгівлі вимагає цього, комісіонер повинен мати необхідні дозволи та ліцензії, відповідно облаштоване місце торгівлі (йдеться про такі специфічні види діяльності, як торгівля алкоголем, медикаментами, цінними паперами тощо).

## Умови і виконання договору комісії
Договір комісії може бути укладений на визначений строк або без визначення строку, з визначенням або без визначення території його виконання, з умовою чи без умови щодо асортименту товарів, які є предметом комісії.
Істотними умовами договору комісії, за якими комісіонер зобов'язується продати або купити майно, є умови про це майно та його ціну.
Комісіонер зобов'язаний вчиняти правочини на умовах, найбільш вигідних для комітента, і відповідно до його вказівок. Якщо у договорі комісії таких вказівок немає, комісіонер зобов'язаний вчиняти правочини відповідно до звичаїв ділового обороту або вимог, що звичайно ставляться.
Якщо комісіонер вчинив правочин на умовах більш вигідних, ніж ті, що були визначені комітентом, додатково одержана вигода належить комітентові.
Комісіонер має право відступити від вказівок комітента, якщо цього вимагають інтереси комітента.
Комісіонер, який продав майно за нижчою ціною, повинен заплатити різницю комітентові.
Майно, придбане комісіонером за рахунок комітента, є власністю комітента.
Після вчинення правочину за дорученням комітента комісіонер повинен надати комітентові звіт і передати йому все одержане за договором комісії.

### Комісійна плата
Комітент повинен виплатити комісіонерові плату в розмірі та порядку, встановлених у договорі комісії.
Новий ЦК, на відміну від ЦК УРСР, не встановлює прямої заборони визначення комісійної плати у вигляді різниці між ціною, визначеною комітентом, і тією більш вигідною ціною, за якою комісіонер може укласти угоду. Таким чином, у договорах комісії можна встановлювати комісійну плату у вигляді різниці між ціною, визначеною комітентом, і тією більш вигідною ціною, за якою комісіонер продасть товар. Встановлення плати саме в такому вигляді є резонним, коли комітент має намір надати комісіонерові право встановлювати ціну продажу товару на власний розсуд.

## Субкомісія
За згодою комітента комісіонер має право укласти договір субкомісії з третьою особою (субкомісіонером), залишаючись відповідальним за дії субкомісіонера перед комітентом.
За договором субкомісії комісіонер набуває щодо субкомісіонера права та обов'язки комітента.
Комітент не має права без згоди комісіонера вступати у відносини з субкомісіонером. З цього, зокрема, випливає, що субкомісіонер, виконавши правочин, має передати його результати комісіонеру, тобто своєму комітенту, а не комітенту, з яким було укладено основний (перший) договір комісії.

### Нормативні джерела
- Глава 69 «Комісія» ЦК України [Архівовано 20 серпня 2013 у Wayback Machine.]
- Про затвердження Правил комісійної торгівлі непродовольчими товарами: МЗЕЗ; Наказ, Правила від 13.03.1995 № 37 [Архівовано 8 березня 2014 у Wayback Machine.]

### Судова практика
- Суди не врахували, що згідно з договором у випадку невиконання зобов'язань за ним комісіонер повертає комітенту всі перераховані грошові кошти протягом трьох банківських днів (Постанова Судової палати у господарських справах Верховного Суду України від 1 квітня 2008 р.)

### Роз'яснення, консультації
- Правовідносини при укладенні договору комісії / Головне управління юстиції у м. Києві
- Договір комісії на продаж товарів зі схемами [Архівовано 8 березня 2014 у Wayback Machine.]
- Чи можливо укласти договір комісії чи доручення на продаж послуг? [Архівовано 8 березня 2014 у Wayback Machine.]
- Чи можна укласти договір купівлі-продажу нерухомості на підставі Договору комісії? [Архівовано 8 березня 2014 у Wayback Machine.]

### Бухгалтерський та податковий облік
- Божко Л. М. Договір комісії: правовідносини, бухгалтерський та податковий облік // Платник податків. — 2012. — № 16 [Архівовано 8 березня 2014 у Wayback Machine.]
- Бриль О. Як працювати за договором комісії, провадячи ЗЕД // Дебет-Кредит. — 2001. — № 34-35 [Архівовано 4 березня 2016 у Wayback Machine.]

### Приклади договорів комісії
- [Архівовано 8 березня 2014 у Wayback Machine.]